# Mamta Kulkarni
Mamta Kulkarni, född 20 april 1972 är en indisk bollywoodskådespelare. Hon var med i filmer som  Karan Arjun (1995), Sabse Bada Khiladi (1995), Aashiq Awara (1993), Krantiveer (1994).